# Faramea insignis
Faramea insignis är en måreväxtart som beskrevs av Paul Carpenter Standley. Faramea insignis ingår i släktet Faramea och familjen måreväxter. Inga underarter finns listade i Catalogue of Life.